# Kevin Poulsen
Kevin Lee Poulsen (Pasadena, 30 de noviembre de 1965) es un antiguo black-hat hacker estadounidense y un editor colaborador de la revista The Daily Beast.

## Biografía
Nació en Pasadena, California, el 30 de noviembre de 1965. Se afirmó que cuando tenía 17 años usó su Radio-Shack TRS-80 para atacar a ARPANET, el predecesor de Internet.

### Black-hat hacker
El 1 de junio de 1990, tomó el control de las líneas telefónicas de la emisora de radio KIIS-FM de Los Ángeles, para asegurarse de que su llamada fuese la número 102 y así ganar el premio de un Porsche 944 S2. Se hizo llamar Dark Dante. Su insistencia le llevó a los archivos secretos y, finalmente, a los tribunales.
Como consecuencia de esto, empezó a ser perseguido por el FBI y tuvo que pasar una temporada como fugitivo. Cabe mencionar que, cuando se habló de él en el programa Unsolved Mysteries de NBC, las líneas telefónicas del programa (1-800) se bloquearon misteriosamente.
Finalmente fue arrestado, siendo sentenciado a cinco años en una prisión federal y le fue prohibido el uso de computadoras o Internet hasta 3 años después de su liberación. Fue el primer estadounidense en ser liberado de prisión con una sentencia judicial que le prohibía usar computadoras e Internet después de su sentencia. Aunque Chris Lamprecht había sido sentenciado primero con una prohibición de Internet el 5 de mayo de 1995, Poulsen fue puesto en liberad con anterioridad a Lamprecht y, en consecuencia, comenzó a cumplir su sentencia de prohibición antes. (El encargado de la libertad condicional de Poulsen le permitió usar Internet en 2004, con ciertas restricciones de monitoreo).

### Periodismo
Desde su liberación de la prisión, Poulsen se reinventó como periodista y trató de distanciarse de su pasado criminal. Ocupó varios cargos de periodismo en la firma de investigación de seguridad con sede en California SecurityFocus, donde comenzó a escribir noticias de seguridad y piratería a principios de 2000. A pesar de su llegada tardía a un mercado saturado de medios tecnológicos, SecurityFocus News se convirtió en un nombre muy conocido en el mundo de las noticias tecnológicas durante el tiempo que  Poulsen trabajó para la empresa y, posteriormente, fue adquirida por Symantec. Además, sus informes de investigación originales fueron recogidos frecuentemente por la prensa mainstream. Poulsen dejó SecurityFocus en 2005 para trabajar por cuenta propia y buscar proyectos de escritura independientes. Se convirtió en editor principal de Wired News  en junio de 2005, que alojó su blog 27BStroke6, posteriormente renombrado como Threat Level.
En octubre de 2006, Poulsen publicó información que detallaba su búsqueda exitosa de delincuentes sexuales que usaban MySpace para solicitar sexo infantil. Su trabajo identificó a 744 personas registradas con perfiles de MySpace y condujo al arresto de uno de ellos: Andrew Lubrano.
En junio de 2010, Poulsen publicó la historia inicial del arresto del miembro del servicio estadounidense Chelsea Manning y también los registros de las conversaciones de Manning con Adrian Lamo con respecto a WikiLeaks.